# Lahontan
Lahontan ist eine französische Gemeinde mit 531 Einwohnern (Stand 1. Januar 2022) im Département Pyrénées-Atlantiques in der Region Nouvelle-Aquitaine (vor 2016: Aquitanien). Die Gemeinde gehört zum Arrondissement Oloron-Sainte-Marie (bis 2016: Arrondissement Pau) und zum Kanton Orthez et Terres des Gaves et du Sel (bis 2015: Kanton Salies-de-Béarn).
Der Name in der gascognischen Sprache lautet ebenfalls Lahontan. Die Bewohner werden Lahontanais oder Lahontanaises genannt.

## Geographie
Lahontan liegt circa 55 Kilometer nordwestlich von Oloron-Sainte-Marie in der historischen Provinz Béarn an der nördlichen Grenze zum benachbarten Département Landes.
Umgeben wird der Ort von den Nachbargemeinden:
|                                                      | Labatut (Landes)                            | Habas (Landes) |
| Saint-Cricq-du-Gave (Landes) Sorde-l’Abbaye (Landes) | Kompassrose, die auf Nachbargemeinden zeigt | Bellocq        |
| Carresse-Cassaber                                    | Salies-de-Béarn                             |                |

Lahontan befindet sich im Einzugsgebiet des Flusses Adour und liegt am linken Ufer des Gave de Pau, einem seiner Nebenflüsse. Zuflüsse des Gave, der Arriou du Moulin und der Arriou de Peyré, durchströmen das Gebiet der Gemeinde.

## Geschichte
Lahontan wird im 13. Jahrhundert erstmals in den Schriften erwähnt. Es befand sich eine Abtei in der Gemeinde, die vom Templerorden befestigt wurde. Sie ist inzwischen verschwunden, allein die Kapelle Notre-Dame d’Abet ist von ihr übrig geblieben. Die Gemeinde gehörte zum Archidiakonat des Bistums Dax, im 15. Jahrhundert wurde sie ein Wallfahrtsort aufgrund einer Wunderquelle, genannt la fontaine d’Abet. Bedeutende Persönlichkeiten begaben sich deshalb nach Lahontan, darunter auch Michel de Montaigne, da es bekannt ist, dass er sich im Schloss von Lahontan aufgehalten hat.
Toponyme und Erwähnungen von Lahontan waren:
- Lafontaa (13. Jahrhundert, fors de Béarn, Manuskript aus dem 14. Jahrhundert),
- Larfontan (13. Jahrhundert, Kopialbuch des Bistums Bayonne),
- Larfontaa (gegen 1360, Urkunden von Came),
- Lafontan (1538, Manuskriptsammlung des 16. bis 18. Jahrhunderts) und
- Beata Maria de Lahuntan (1689, Kollationen des Bistums Bayonne).[5]

### Einwohnerentwicklung
Nach einem Höchststand der Einwohnerzahl mit 1280 Einwohnern in der Mitte des 19. Jahrhunderts reduzierte sich die Zahl bei kurzen Erholungsphasen bis zur Jahrtausendwende um insgesamt rund zwei Drittel auf unter 400. Anschließend setzte ein moderates Wachstum der Gemeinde ein.
| Jahr      | 1962 | 1968 | 1975 | 1982 | 1990 | 1999 | 2006 | 2009 | 2022 |
| --------- | ---- | ---- | ---- | ---- | ---- | ---- | ---- | ---- | ---- |
| Einwohner | 531  | 513  | 511  | 418  | 463  | 398  | 450  | 462  | 531  |

## Sehenswürdigkeiten
- Pfarrkirche von Lahontan, gewidmet Maria Magdalena. Im 17. Jahrhundert errichtet, war die Kirche die Kapelle des Schlosses von Lahontan. 1779 wurde sie zur Pfarrkirche der Gemeinde erhoben, 1807 wurde sie nach Plänen von Conor, Stadtarchitekt von Orthez, und Maurer Jacques Cassou restauriert. Von 1848 bis 1850 wurde die Kirche nach Plänen des Architekten Henri d’Arnaudat erneut restauriert, nachdem das Projekt eines Neubaus an anderer Stelle verworfen worden war. Eine Serie von elf Glasfenstern wurde gegen Ende des 19. Jahrhunderts installiert. Nachdem Dach und Wände des Chors eingestürzt worden waren und das Dach des Langhauses dadurch beschädigt worden war, wurde der Chor zwischen 1913 und 1916 nach Plänen des Architekten Carresse wieder aufgebaut. Der heutige Langbau birgt drei Kirchenschiffe mit einer Länge von vier Jochen, durch Rundbogenarkaden getrennt. Der Glockenturm über dem Eingangsvorbau besitzt ein Dach aus Schiefer, eine sehr verbreitete Bauweise im Béarn.[9][10]

- Kapelle Notre-Dame von Abet. Das kleine Dorf Abet wurde durch eine Verlagerung des Gave de Pau zerstört. Eine Legende erzählt, dass ein Bauer eine Statuette der Jungfrau Maria entdeckt habe. Daraufhin wurde die Kapelle an dem Fundort errichtet, die bis 1779 als Pfarrkirche der Gemeinde diente. Sie wurde 1472 in Urkunden der Notare von Labastide-Villefranche in der Form Nostre-Done de Dabet erwähnt. Während der Hugenottenkriege litt sie unter den Angriffen von protestantischen Truppen unter Gabriel de Lorges, Graf von Montgomery im Jahre 1560. In der Zeit der Französischen Revolution wurde sie am 12. Januar 1794 geschlossen. 1833 brach das Dach zusammen. 1848 sollte ein Projekt ins Leben gerufen und später verworfen werden, dass den Abriss der Kapelle und der Wiederverwertung der Baumaterialien zur Restaurierung der Pfarrkirche von Lahontan vorsah, aber 1887 wurde der Chor nach Originalplänen restauriert, und 1902 wurde die Kapelle notdürftig wieder aufgebaut. 1916 wurde die Sakristei angefügt, von 1939 bis 1943 erfolgte eine Vergrößerung der Kapelle mit der Errichtung der beiden Seitenschiffe. Bleiglasfenster wurden 1917 vom Glasmaler Arcencam aus Pau, 1932 und 1934 von Henri Gesta aus Toulouse, gegen 1950 von Bordelais Chauffrey und von 1961 bis 1962 von Biarrot Jean Lesquibe geliefert. Das heutige große Langhaus hat eine Länge von fünf Jochen, die Seitenschiffe sind durch Arkaden mit Spitzbögen abgetrennt. Von außen beeindruckt der wuchtige Glockenturm über dem Eingangsvorbau.[11][12] Die Holzstatuette, die seit dem 15. Jahrhundert sorgfältig bewahrt wird, stellt die Madonna mit Jesuskind dar und ist Ziel einer jährlichen Wallfahrt. Sie ist in einem Stil der Naiven Kunst angefertigt, der charakteristisch für das ausgehende Mittelalters ist. Die Gesichter von Maria und dem Jesuskind bringen eine Ungeschicktheit des Künstlers zutage, die sich auch in der Ausarbeitung der Falten des Mantels von Maria wiederfindet.[13] Die Kapelle birgt ein Vortragekreuz aus dem 15. Jahrhundert, das die Ausschreitungen der Französischen Revolution überdauerte. Das Kreuz aus Kupfer ist auf einer Holzstange aufgesetzt, seine Arme mit Vielpässen enden in Form von Schwertlilien. Der kleine Körper des gekreuzigten Christus scheint in das Kreuz einzuschmelzen. Die Statuette und das Vortragekreuz sind als nationale Kulturgüter registriert.[14]

## Wirtschaft und Infrastruktur

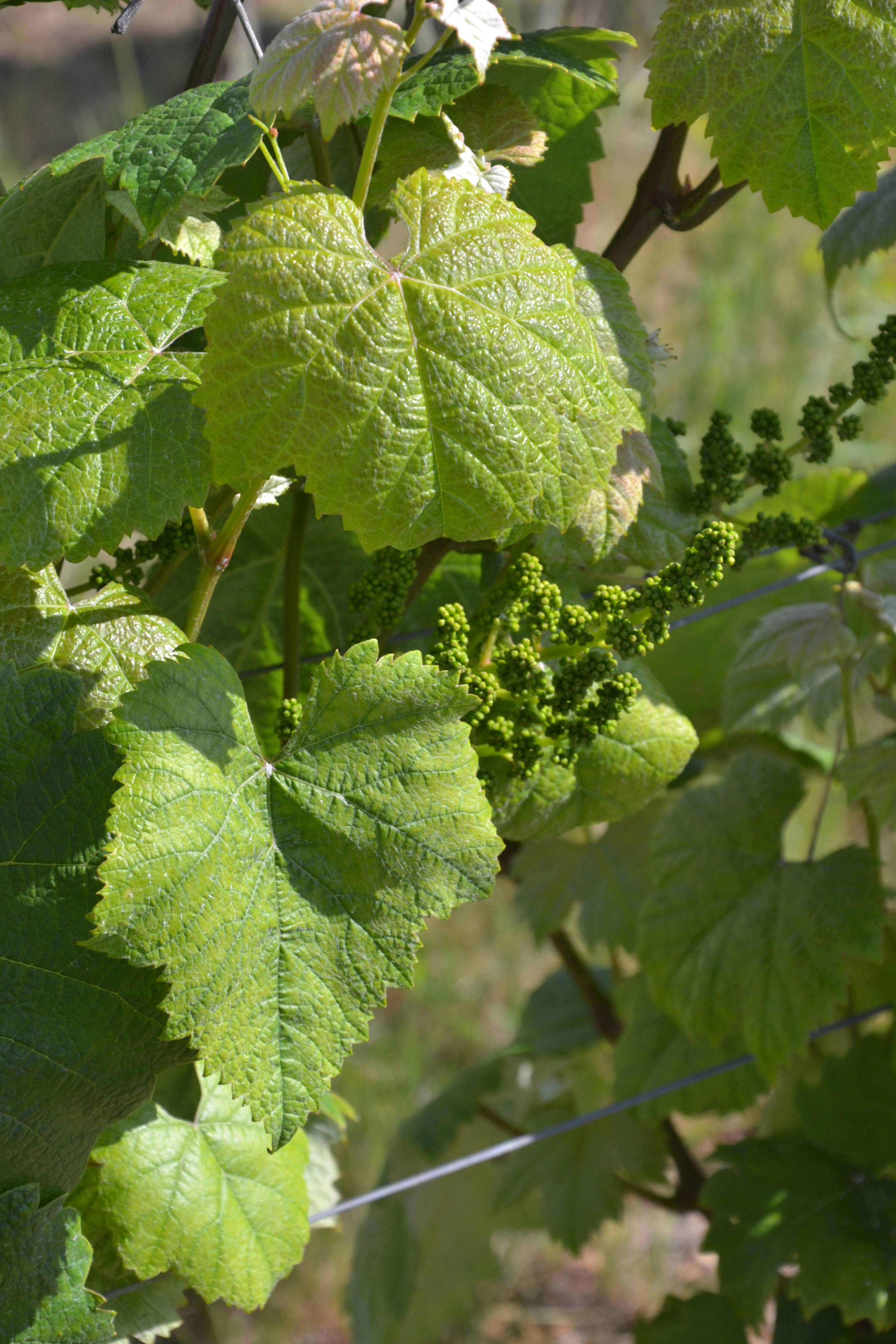
Weinrebe der AOC Béarn

Mehrere Weingüter tragen zur Wirtschaft der Gemeinde bei. Lahontan liegt in den Zonen AOC des Weinbaugebiets Béarn und des Ossau-Iraty, einwa traditionell hergestellten Schnittkäses aus Schafmilch.

### Bildung
Die Gemeinde verfügt über eine öffentliche Grundschule.

### Sport und Freizeit
Ein 15 km langer Wander- und Radrundweg mit einem Höhenunterschied von 260 m führt durch Weinberge und Wald im Gemeindegebiet von Lahontan.

### Verkehr
Lahontan ist erreichbar über die Routes départementales 29, 329 (Landes: 22) und 429 (Landes: 103).
Die Autoroute A64, genannt La Pyrénéenne, durchquert das Gemeindegebiet, allerdings ohne direkte Ausfahrt zum Ort.

## Persönlichkeiten

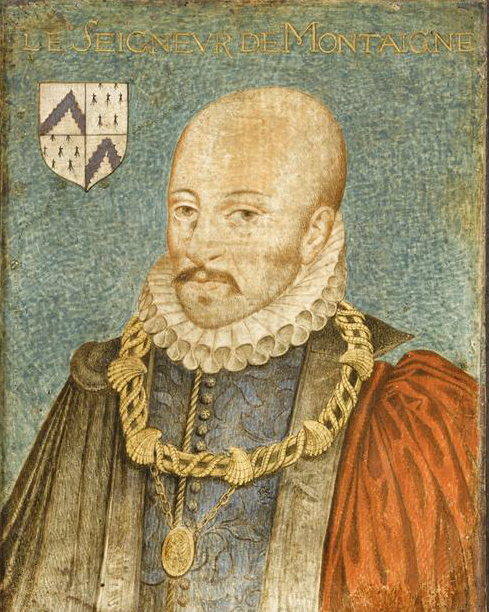
Michel de Montaigne auf einem zeitgenössischen Gemälde von Thomas de Leu (1560–1612)

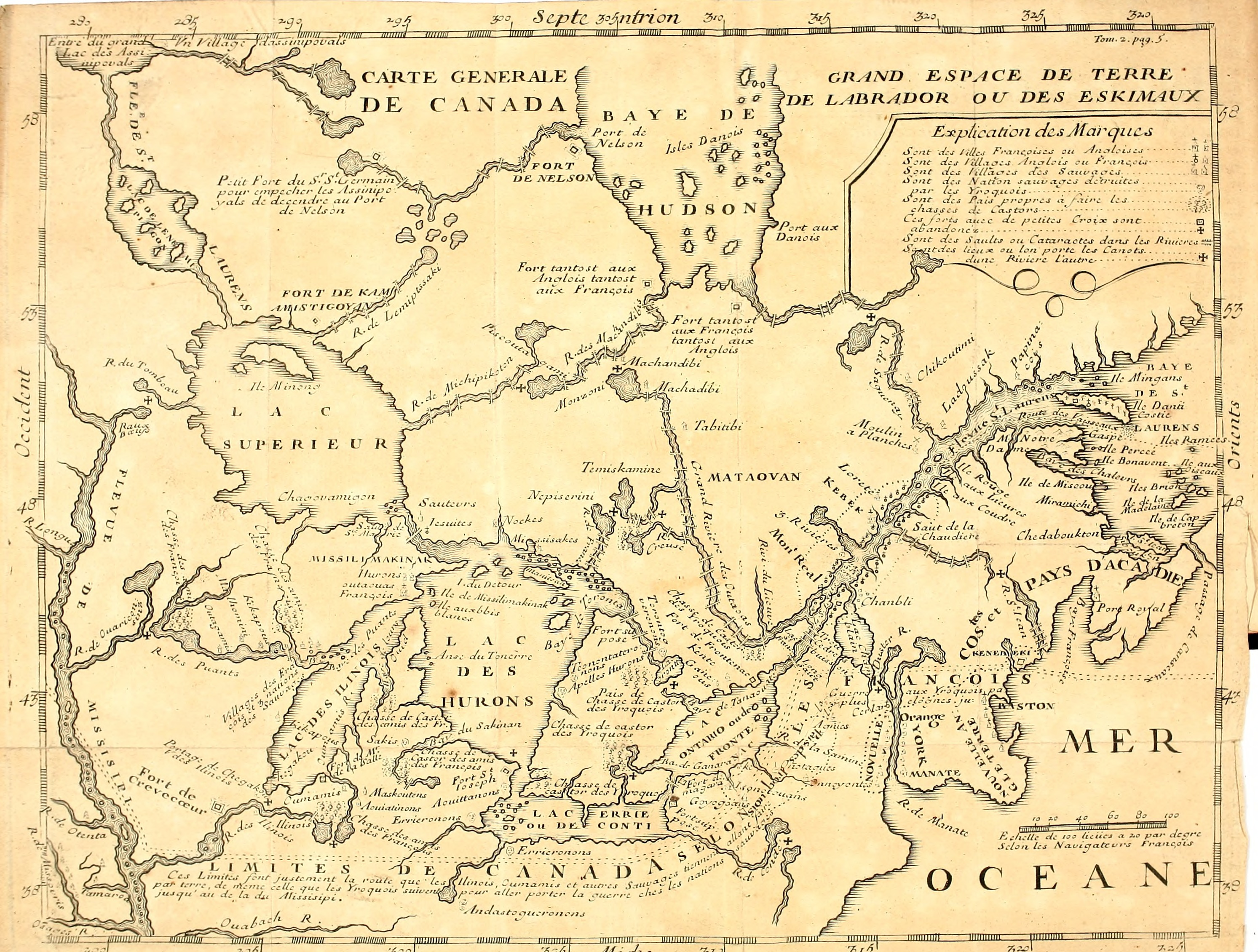
Karte von Neufrankreich von Louis-Armand de Lom d’Arce

- Michel de Montaigne, geboren am 28. Februar 1533 auf Schloss Montaigne im Périgord, gestorben am 13. September 1592 ebenda, war Jurist, Politiker, Philosoph und Begründer der Essayistik. Er hielt sich zeitweise im Schloss von Lahontan auf.

- Louis-Armand de Lom d’Arce, geboren am 9. Juni 1666 in Lahontan, gestorben am 21. April 1716,[19] war ein französischer Offizier und Reisender in den französischen Kolonien Nordamerikas. Er nannte sich selbst "Baron de la Hontan" oder "... Lahontan".

- Charles-Auguste Le Quien de La Neufville, geboren am 23. Juli 1726 in Bordeaux, gestorben am 28. Oktober 1805 in Cenon, Département Gironde, war ein Bruder des Grundherrn von Lahontan und Bischof von Dax.